# بيروفو
بيروفو (Берово) هي مدينة في مقاطعة بيروفو في جمهورية مقدونيا.
يبلغ عدد سكانها حوالي 13628 نسمة.